# Estação Ferroviária de Almendra
A Estação Ferroviária de Almendra é uma interface encerrada da Linha do Douro, que servia a localidade de Almendra, no município de Vila Nova de Foz Côa, em Portugal.

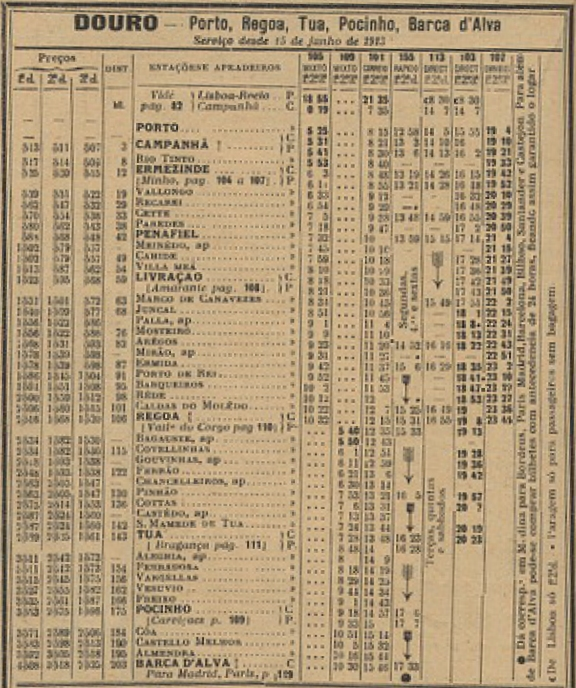
Horário de 1913 para a Linha Douro, incluindo a estação de Almendra

## História

### Planeamento e construção
Durante a construção da Linha do Douro, na década de 1880, não estava prevista a construção de uma gare servindo Almendra, considerando-se que seria mais benéfica a instalação de uma estrada ligando aquela povoação ao Apeadeiro de Castelo Melhor, uma vez que o traçado, seguindo a margem esquerda da Ribeira de Aguiar, seria mais fácil e de menor comprimento, e teria um melhor perfil. No entanto, em 1885 o Conde de Almendra começou a defender a construção de uma estação ferroviária junto à sua Quinta da Olga, tendo intervido junto do governo nesse sentido. Como não conseguiu convencer o Ministério das Obras Públicas, ordenou a distribuição de um folheto pela região e pelos meios políticos, reclamando a construção da estação, alegando que a sua ausência causaria graves problemas de comunicações nas localidades de Almendra, Algodres e Vilar de Amargo. Desta forma, o governo cedeu às suas pretensões, tendo ordenado a construção da  estação de Almendra junto à Quinta da Olga. A estação faz parte do lanço entre Côa e Barca d’Alva, que foi inaugurado em 9 de Dezembro de 1887.

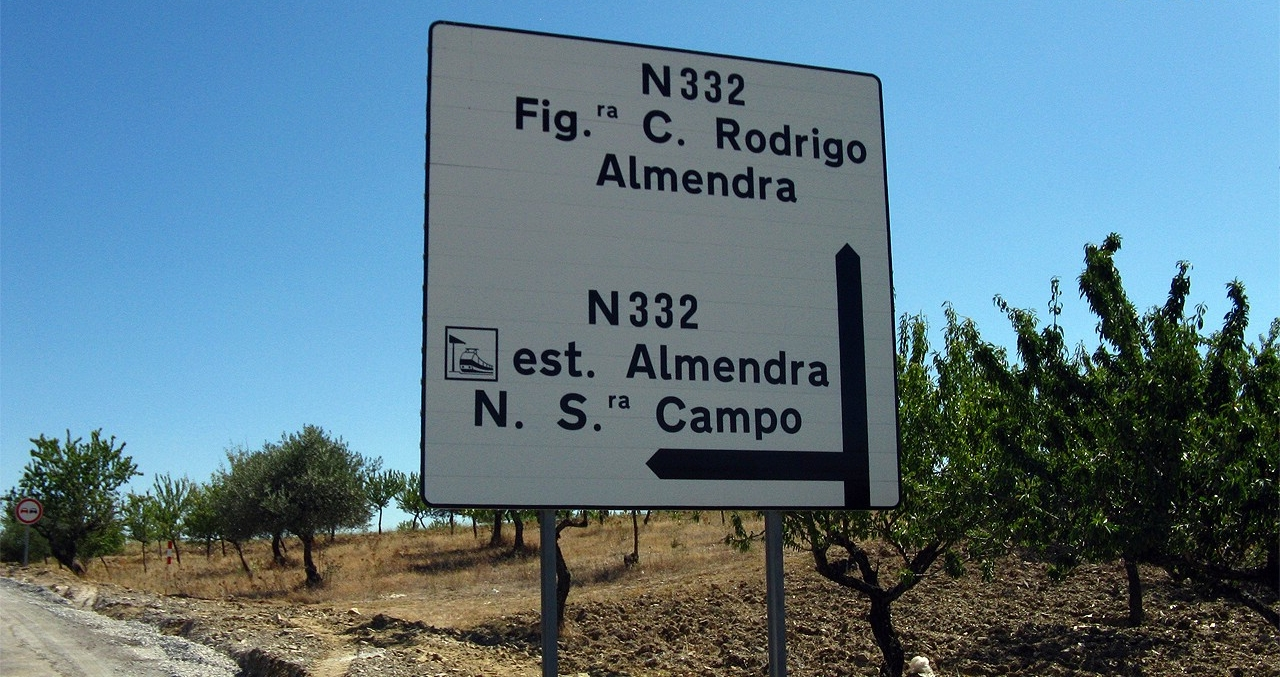
Placa de ligação à estação de Almendra, na EN222, mantida décadas após o seu encerramento.

### Século XX
Após a inauguração, foi projectada a ligação rodoviária entre a estação e a localidade de Almendra, onde entroncaria com a estrada para Figueira de Castelo Rodrigo. Em janeiro de 1901, a estrada da estação já estava a ser construída, estando muito avançada em janeiro de 1918. No entanto, em 1932, esta obra ainda não se encontrava concluída, só tendo sido terminada em 1935. Devido às dificuldades em vencer as arribas do Rio Douro e da Ribeira de Aguiar, a estrada ficou com um traçado muito sinuoso, com um comprimento aproximado de doze quilómetros. Ainda assim, nos primeiros anos após a construção da estrada, a estação continuou a ter muito pouco movimento, chegando a haver semanas em que não se vendeu um único bilhete. A isto se devia o facto de não existirem quaisquer serviços de carros de aluguer ou autocarros até à estação, forçando os habitantes da zona a utilizarem o Apeadeiro de Castelo Melhor, cujo caminho estava em pior estado, mas era mais curto. Em 1939, o edifício da estação foi alvo de grandes obras de reparação.

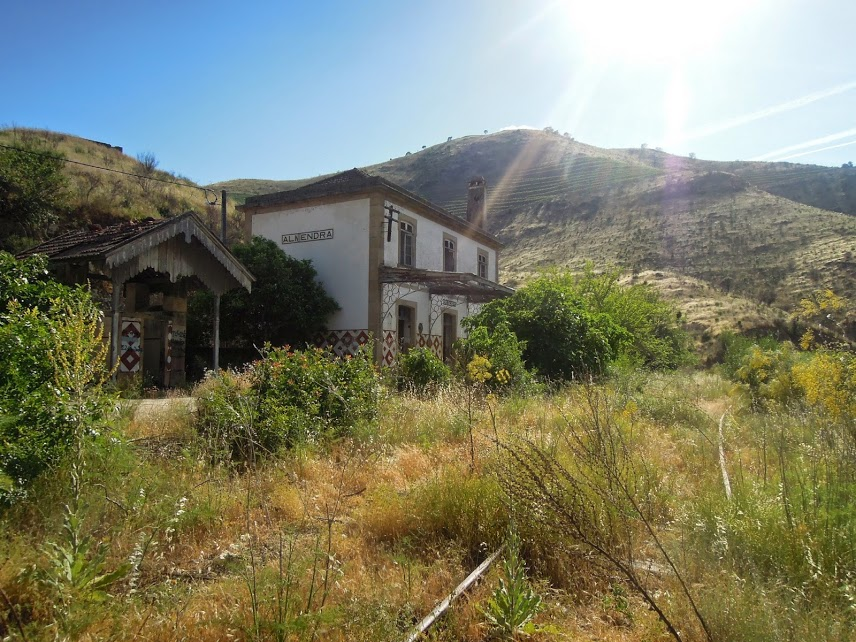
Estação de Almendra, em 2014

Após o final da Segunda Guerra Mundial, o jornalista José da Guerra Maio procurou desenvolver as comunicações em Freixeda do Torrão, através do estabelecimento de uma carreira entre Figueira de Castelo Rodrigo e a estação de Almendra. Nesse sentido, foi construído um ramal entre Freixeda e a Estrada Nacional 332, e o empresário que já tinha a carreira de Castelo Rodrigo até à Guarda, José Coureiro, pediu a concessão para um serviço de camionagem misto desde Castelo Rodrigo até à estação de Almendra, passando por Freixeda, Vilar de Amargo, Algodres e Almendra. Esta carreira também servia as localidades de Vale de Afonsinho, Quinta e Penha de Águia. Apesar dos protestos dos outros empresários de camionagem na zona, o serviço avançou nos finais da Década de 1940, com grande sucesso, tanto que ao fim de apenas dois meses passou a ser feito em sentido contrário, três vezes por semana. Com o estabelecimento da carreira de autocarros, o movimento da estação melhorou consideravelmente. Pouco tempo depois, este serviço passou para a gestão do empresário que já tinha a carreira de Castelo Rodrigo a Barca de Alva; este manteve inicialmente a regularidade em ambos os sentidos, embora utilizando veículos já com alguma idade, e aumentou as tarifas. Cerca de dois anos depois, foi suprimida a carreira para Castelo Rodrigo, e a que terminava na estação deixou de ser diária, para passar a ser apenas três vezes por semana, o que provocou protestos por parte da população. Em Novembro de 1952, constava que o antigo dono da carreira, José Coureiro, ia pedir para fazer aquele percurso nos dias em que o novo empresário não a fazia.

### Encerramento
Em 1988, foi encerrado o troço entre o Pocinho e Barca d’Alva.